# Elecciones generales de Uruguay de 1942
Las elecciones de 1942 llevadas a cabo en Uruguay el domingo 29 de noviembre de ese año, tenían como propósito la elección del Presidente y Vicepresidente de la República, Cámaras de Senadores y Representantes, e Intendentes y miembros de las Juntas Departamentales y Electorales.

## Particularidades

### Fecha establecida
Las elecciones debían de haberse efectuado el último domingo del mes de marzo, pero tras el "golpe bueno" del presidente Alfredo Baldomir y la redacción de una nueva carta magna, se terminaron por desplazar para noviembre según lo establecido por el decreto Ley del 29 de mayo de ese mismo año

### Objetivo de la elección
En la Ley del 29 de mayo de 1942, en su artículo 6, se establecía que esta elección era “...la primera elección de Presidente y Vicepresidente de la República, Cámaras de Senadores y Representantes, e Intendentes y miembros de las Juntas Departamentales y Electorales se efectuará el 29 de noviembre de 1942...”.
Simultáneamente se llevó a cabo un plebiscito constitucional que modificaba gran cantidad de artículos de la Constitución de 1934, establecida durante la dictadura de Terra. El proyecto en cuestión fue establecido por el decreto Ley de 10 de junio de 1942, que en su artículo 1 disponía que “...el cuerpo de reformas constitucionales decretados por el Poder Ejecutivo con fecha de hoy, será sometido a plebiscito de ratificación que se realizará conjuntamente con las próximas elecciones para los cargos electivos, con todas las formalidades y garantías que establecen las leyes vigentes...” El decreto Ley además establecía que el elector se expresaría por “si” o por “no” y que dichas opciones deberían estar impresas en la propia hoja de votación para los cargos de Presidente y Vicepresidentes y Cámaras Legislativas.

### Sectores políticos que regresan al ruedo electoral
Tras el golpe de Estado y posterior dictadura de Gabriel Terra el Partido Colorado se había fraccionado y dividido, con el sector del batllismo negado a participar en las elecciones del régimen. Sin embargo, tras múltiples años de régimen dictatorial el sector batllista regresa en esta elección para participar de los comicios.
Por el lado del Partido Nacional, los blancos independientes, otro sector opositor al régimen de Terra y que se había negado a participar electoralmente, vuelve a participar en estas elecciones, pero en un lema (partido) separado del herrerismo.

### Candidaturas
El Partido Nacional votó en dos lemas distintos, el herrerismo propuso a su caudillo, Luis Alberto de Herrera, mientras que el nacionalismo independiente, tras una década sin participar, presenta a Martín C. Martínez.
Por el lado del Partico Colorado, tras muchos años el batllismo volvía a presentarse en unas elecciones. Los baldomiristas y batllistas apoyaron la "fórmula nacional" Juan José de Amézaga - Alberto Guani; los blancoacevedistas presentaron a Eduardo Blanco Acevedo en fórmula con Carlos Vilaró Rubio; y los sectores del viejo riverismo propusieron la fórmula Eugenio Lagarmilla - Carlos Oneto y Viana.
La Unión Cívica presentó la fórmula Chiarino - Antuña.
Mientras tanto, los históricos partidos de izquierda: el Partido Comunista y el Partido Socialista, presentaron a sus tradicionales líderes: Eugenio Gómez y Emilio Frugoni, respectivamente.

### Mujeres en el Parlamento
Fue la primera ocasión en Uruguay que hubo mujeres electas al Parlamento: Sofía Álvarez Vignoli (colorada) al Senado, e Isabel Pinto de Vidal (colorada), Magdalena Antonelli Moreno (colorada) y Julia Arévalo de Roche (comunista) como diputadas. 
El senador electo Luis Matiaude fue designado ministro de Salud Pública, por lo que su suplente, Isabel Pintos de Vidal, pasó a ser senadora también.

## Resultados

### Plebiscito constitucional
El resultado del plebiscito constitucional fue positivo, obteniendo el apoyo del 77% de los votantes. De esta manera se modificó la carta magna y se estableció una nueva Constitución.

### Fórmula ganadora
Nuevamente hubo un triunfo electoral del Partido Colorado; siendo la fórmula ganadora, Juan José de Amézaga-Alberto Guani. Entre los votos colorados, Amézaga recibió el 71% de los votos, Blanco Acevedo el 23% y Lagarmilla el 6%.
Amézaga era un jurista colorado con un importante rol en Consejo de Estado de 1942 y en la redacción de la nueva carta magna, mientras que Guani había sido el Ministro de Relaciones Exteriores del presidente Baldomir, realizando en su administración el progresivo alineamiento del Uruguay en la órbita aliada durante la Segunda Guerra Mundial y ferviente defensor de la "defensa hemisférica" planteada por Estados Unidos.
El lema de su campaña electoral fue: "Amézaga, candidato de la democracia", hacía énfasis en afirmar el camino de la restauración de las instituciones que había iniciado en el período de Baldomir.
Juan José de Amézaga asumió el 1º de marzo de 1943.
|                        |                            |
|                        |                            |
| Juan José de Amézaga   | Alberto Guani              |
| Candidato a Presidente | Candidato a Vicepresidente |
|                        |                            |

### Resultados electorales por candidaturas
Ver la colección de hojas de votación en la página web de la Corte Electoral.
| Partido                                      | Partido                        | Formula presidencial                                    | Votos obtenidos                        | Porcentaje en el total                 | Votos totales | Porcentaje | Senadores | Diputados |
| -------------------------------------------- | ------------------------------ | ------------------------------------------------------- | -------------------------------------- | -------------------------------------- | ------------- | ---------- | --------- | --------- |
|                                              | Partido Colorado               | Juan José de Amézaga - Alberto Guani (fórmula ganadora) | 234.127                                | 40.74%                                 | 328.599       | 57.18%     | 20/31     | 58/99     |
| Eduardo Blanco Acevedo - Carlos Vilaró Rubio | Partido Colorado               | 74.767                                                  | 13.01%                                 |                                        | 328.599       | 57.18%     | 20/31     | 58/99     |
| Eugenio Lagarmilla - Carlos Oneto y Viana    | Partido Colorado               | 18.969                                                  | 3.30%                                  |                                        | 328.599       | 57.18%     | 20/31     | 58/99     |
|                                              | Partido Nacional               | Luis Alberto de Herrera - Roberto Berro                 | 129.132                                | 22.47%                                 | 131.235       | 22.84%     | 7/31      | 23/99     |
| José Pedro Turena - Valentin Olivera Ortuz   | Partido Nacional               | 1.374                                                   | 0.24%                                  |                                        | 131.235       | 22.84%     | 7/31      | 23/99     |
| José Pedro Turena - Nepomuceno Saravia       | Partido Nacional               | 677                                                     | 0.12%                                  |                                        | 131.235       | 22.84%     | 7/31      | 23/99     |
|                                              | Nacionalismo Independiente     | Martín C. Martínez - Arturo Lussich                     | Martín C. Martínez - Arturo Lussich    | Martín C. Martínez - Arturo Lussich    | 67.030        | 11.66%     | 3/31      | 11/99     |
|                                              | Unión Cívica del Uruguay       | Joaquín Secco Illa - Hugo Antuña                        | Joaquín Secco Illa - Hugo Antuña       | Joaquín Secco Illa - Hugo Antuña       | 24.433        | 4.25%      | 1/31      | 4/99      |
|                                              | Partido Comunista del Uruguay  | Eugenio Gómez - Julia Arévalo de Roche                  | Eugenio Gómez - Julia Arévalo de Roche | Eugenio Gómez - Julia Arévalo de Roche | 14.330        | 2.49%      | 0/31      | 2/99      |
|                                              | Partido Socialista del Uruguay | Emilio Frugoni - Ulises Riestra                         | Emilio Frugoni - Ulises Riestra        | Emilio Frugoni - Ulises Riestra        | 9.036         | 1.57%      | 0/31      | 1/99      |
|                                              | Partido La Concordancia        | Domingo Tortorelli - Luis Pagani Simón                  | Domingo Tortorelli - Luis Pagani Simón | Domingo Tortorelli - Luis Pagani Simón | 40            | 0.01%      | 0/31      | 0/99      |

## Elecciones municipales
Esta fue la única ocasión en todo el siglo XX, que el Partido Colorado ganó en los 19 departamentos del país. En términos históricos, sorprendió ver perder al Partido Blanco en departamentos como Cerro Largo, Treinta y Tres, Flores y Durazno.